# Sóng alpha

Sóng alpha

Sóng alpha là dao động thần kinh trong khoảng tần số 7.5–12.5 Hz phát ra từ hoạt động điện (đồng pha hoặc tăng cường) nhất quán và đồng bộ của tế bào tạo nhịp đồi thị của con người. Nó còn được gọi là sóng Berger để tưởng nhớ người phát minh ra điện não đồ. Sóng não có thể phát ra ngoài không gian bên ngoài ở một khoảng cách xa hoặc gần, tùy thuộc vào năng điều khiển não bộ của con người.
Sóng alpha là một loại sóng não được phát hiện bởi điện não đồ (EEG) hoặc từ não đồ (MEG) và chủ yếu bắt đầu từ thùy chẩm trong quá trình thư giãn tỉnh táo với mắt nhắm. Sóng alpha giảm đi khi mắt mở, lúc buồn ngủ và lúc ngủ. Trong quá khứ, người ta nghĩ nó đại diện cho hoạt động của vỏ não thị giác trong trạng thái nhàn rỗi. Các nghiên cứu gần đây hơn cho rằng nó kiềm chế vùng ở võ não không hoạt động, hoặc một cách khác là nó có vai trò tích cực trong việc kết nối và liên lạc mạng lưới. Sóng alpha chẩm trong quá trình mắt nhắm là tín hiệu não điện não đồ mạnh nhất.

## Lịch sử sóng alpha

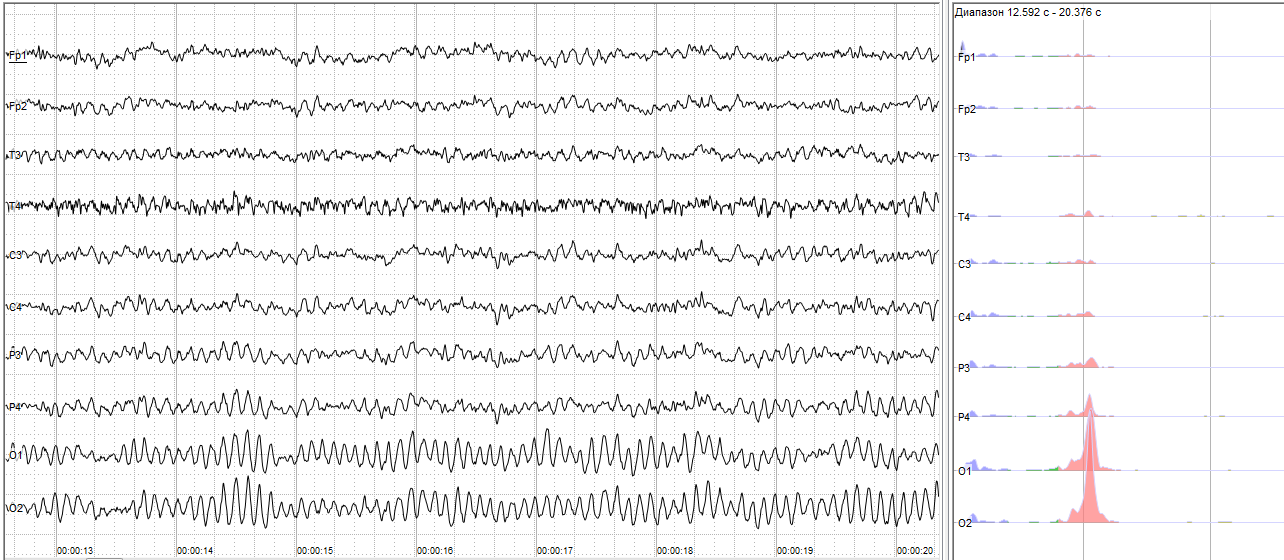
Mẫu điện não đồ người với chủ yếu là nhịp sóng alpha tại vùng chẩm

Sóng alpha được phát hiện bởi nhà thần kinh học người Đức Hans Berger, ông nổi tiếng nhất với phát minh điện não đồ. Sóng alpha là một trong những loại sóng đầu tiên được cung cấp dữ liệu bởi Berger, cùng với sóng beta, và ông ấy cho thấy mối quan tâm về "chặn alpha", quá trình mà sóng alpha giảm và sóng beta tăng khi người mở mắt ra. Do đó sóng alpha còn có tên khác là "sóng của Berger".
Berger lấy tín hiệu từ nhà sinh lý học người Ukraina Pravdich-Neminski, người sử dụng điện kế dây để tạo ra một hình ảnh của hoạt động có tính điện của não chó. Sử dụng kỹ thuật tương tự, Berger xác nhận sự tồn tại của hoạt động điện trong não người. Ông ấy làm việc này lần đầu bằng cách kích thích bệnh nhân bị chấn thương sọ não và đo hoạt động điện trong não họ. Sau đó ông ấy dừng phương pháp kích thích và bắt đầu đo chu kỳ nhịp điện tự nhiên trong não. Nhịp tự nhiên đầu tiên được ông cung cấp tư liệu được biết đến là sóng alpha. Berger đã rất tỉ mỉ và kỹ lưỡng trong việc thu thập dữ liệu, nhưng dù vậy, ông không đủ tự tin để xuất bản những phát hiện này mãi cho tới 5 năm sau đó. Năm 1929, ông xuất bản những thành quả đầu tiên về sóng alpha trên tạp chí Archiv für Psychiatrie. Ban đầu ông gặp phải nhiều lời chế nhạo về phương pháp điện não đồ và các khám phá về sóng alpha và sóng não. Kỹ thuật và phát minh của ông không được chấp nhận rộng rãi trong cộng đồng tâm lý học cho đến năm 1937, khi ông được công nhận bởi nhà sinh lý học nổi tiếng Edgar Adrian, người có quan tâm đặc biệt đến sóng.

## Các loại sóng alpha
Một số nhà nghiên cứu cho rằng có ít nhất hai loại sóng alpha, chúng có thể có chức năng khác nhau trong chu kỳ thức-ngủ.
Sóng alpha xuất hiện trong các giai đoạn khác nhau của chu kỳ thức-ngủ. Loại được nghiên cứu nhiều nhất là trạng thái thư giãn thần kinh, khi người đang nghỉ ngơi với mắt nhắm, nhưng không mệt mỏi và buồn ngủ. Hoạt động alpha này tập trung tại thùy chẩm, và nó được cho là bắt đầu từ đây, mặc dù có các tự đoán gần đây cho rằng nó bắt nguồn từ đồi thị. Sóng này bắt đầu xuất hiện vào khoảng 4 tháng tuổi, với tần suất 4 sóng trên giây. Sóng alpha trường thành, 10 sóng trên giây, được phát triển hoàn toàn vào lúc 3 tuổi.
Loại hoạt động sóng alpha thứ hai có thể xảy ra là trong khi ngủ mắt di chuyển nhanh (ngủ REM). Ngược lại với dạng tỉnh táo của hoạt động sóng alpha, dạng này nằm ở vùng trung tâm phía trước của não. Mục đích của hoạt động sóng alpha trong khi ngủ REM chưa được hiểu rõ ràng. Hiện nay, có ý kiến cho rằng dấu hiện alpha là một phần bình thường của ngủ REM, và với quan điểm rằng nó là dấu hiệu của quá trình cận thức.

## Sự xâm nhập của sóng alpha
Sự xâm nhập của sóng alpha xảy ra khi sóng alpha xuất hiện với giấc ngủ mắt không di chuyển nhanh (ngủ NREM) lúc có các hoạt động của sóng delta. Người ta giả thuyết rằng nó gắn liền với hội chứng đau xơ cơ, mặc dù nghiên cứu có thể không thỏa đáng do lấy ít mẫu.
Dù vật, sự xâm nhập của sóng alpha chưa cho thấy liên kết rõ rệt nào với bất cứ hiện tượng rối loạn giấc ngủ chính nào, bao gồm hội chứng đau xơ cơ, hội chứng mệt mỏi mạn tính, và trầm cảm. Tuy nhiên, những người mắc chứng mệt mỏi mạn tính thường làm gia tăng tác động của các loại rối loạn giấc ngủ khác.

## Dự đoán khuyết điểm
Một nghiên cứu gần đây chỉ ra rằng sóng alpha có thể được sử dụng để dự đoán khuyết điểm. Trong đó, từ não đồ đo được hoạt động sóng alpha não tăng lên đến 25% trước khi khuyết điểm xảy ra. Nghiên cứu này sử dụng điều hiển nhiên: sóng alpha cho thấy sự không hoạt động, và khuyết điểm thường được tạo ra khi một người làm gì đó một cách tự động, hoặc "tự lên kịch bản", và không chú ý đến hành động người đó đang thực hiện. Sau khi khuyết điểm được nhận ra bởi người đó, sóng alpha giảm đi khi người đó bắt đầu chú ý hơn. Nghiên cứu này muốn thúc đẩy việc sử dụng kỹ thuật điện não đồ trên nhân viên làm việc trong lĩnh vực có rủi ro cao, hoạt động sóng alpha và tăng mức độ tập trung của nhân viên.

## Sóng alpha giả
Được chứng minh bởi Adrian Upton, các nguồn ở ngoài (biến động môi trường được xác định bởi một ụ Jell-O trong thí nghiệm của Upton) có thể tạo ra tín hiệu xuất hiện trên kết quả của điện não đồ, khiến tín hiệu giả này được giải thích là sóng alpha đóng. Nghiên cứu này chỉ ra rằng điện não đồ không dẹt có thể dẫn kết việc giải thích là một bệnh nhân vẫn còn sống trong khi thực tế người này đã chết lâu rồi.

### Sóng não
- Sóng delta – (0,2 – 3 Hz)
- Sóng theta – (4 – 7 Hz)
- Sóng alpha – (8 – 13 Hz)
- Sóng mu – (7,5 – 12,5 Hz)
- Sóng SMR – (12,5 – 15,5 Hz)
- Sóng beta – (16 – 31 Hz)
- Sóng gamma – (32 – 100 Hz)